# Маріанна Долінська

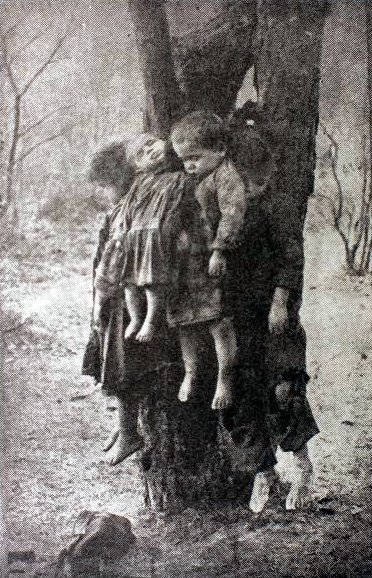
Перша версія фотознімка повішених Долінською дітей — зі статті В. Луневського

Маріанна Долінська (пол. Marianna Dolińska 1891—1928) — циганка з табору поблизу села Антонювка (Antoniówka), біля Радома. У ніч з 11 на 12 грудня 1923 року, перебуваючи в стані божевілля, вбила чотирьох своїх дітей, повісивши їх на дереві. Польський дослідник Александер Корман безпідставно використав фото її повішених дітей як свідоцтво про злочини УПА на території Польщі.

## Вбивство дітей
Початок зими 1923 року у селах під Радомом був відзначений злиднями й голодом. Особливого клопоту Державній Поліції завдавали тоді групи циган, які часто вдавалися до крадіжок харчових припасів і худоби у місцевих селян. За тиждень до вбивства 40-річний чоловік Долінської був заарештований за багаторазові крадіжки. Жінка залишилася сама з чотирма дітьми, без жодних засобів до існування. Не маючи змоги розраховувати на допомогу з боку місцевої циганської і польської громади, вона тинялася з дітьми замерзаючими болотами у районі між селами Антонювка, Домброва-Козловська і Січкі. Безвихідь і нужда спричинили психічний розлад: не бачачи виходу врятувати дітей від голоду, вона вирішила їх убити. 11 грудня 1923 року близько 8 години вечора вона повісила на дереві чотирьох своїх дітей: 6-місячну Зофію, 3-річного Антонія, 5-річну Броніславу і 7-річного Стефана. Наступного дня о першій годині пополудні Долінська прийшла до поліцейської дільниці Родома і зізналася у скоєному. Поліція прибула на місце злочину й підтвердила факт убивства. Її заарештували, поліцейський фотограф зробив кілька знімків дітей, яких вона повісила. Місцева газета Słowo («Слово») 13 грудня опублікувала статтю про вбивство, без оприлюднення знімків.

## В ув'язненні й у божевільні
Слідство у справі тривало півроку, її тоді утримували у Радомі й Варшаві, спостерігали різкі психічні зміни: напади шалу, автоагресії змінювалися кількаденним ступором. Долінську обстежили найкращі психіатри й визнали «неосудною, особою позбавленою у момент скоєння злочину здатності усвідомлювати наслідки своїх вчинків», направили для нагляду та лікування до психіатричної лікарні у Творках (районі Прушкова), де нею зайнявся директор закладу Вітольд Луневський. Він визначив стан хворої як «маніакально-депресивний психоз», наразі більш відомий як «біполярний афективний розлад». Пізніше у своїй статті (див. нижче) він назвав її припадок «психопатологічною спробою здійснення розширеного самогубства, яке хвора не довела до кінця». Окрім свого психічного захворювання, Долінська страждала й на інші хвороби, які були на той час невиліковними. Вона померла у 1928 році й була похована на цвинтарі лікарні (могила не збереглася).

## Світлина повішених дітей

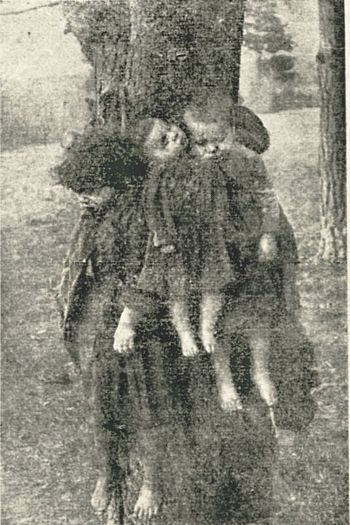
Друга версія знімка — з підручника В. Гживо-Думбровського

У рік смерті своєї пацієнтки Луневський опублікував у медичному журналі Rocznik Psychiatryczny («Психіатричний Щорічник») статтю «Маніакально-депресивний психоз у судово-психіатричній казуїстиці». Праця містила, серед іншого, описи злочинів, скоєних хворими. Приклад Долінської зайняв чверть сторінки й був проілюстрований двома фотографіями — знімком Маріанни у лікарні, а також фотографією вбитих нею дітей. Це була перша публікація знімків повішених дітей.
Друга публікація відбулася в книжці Podręcznik medycyny sądowej dla studentów i lekarzy («Підручник судової медицини для студентів і лікарів»), яку видав у 1948 році Віктор Ґживо-Домбровський, професор Варшавського університету, член редакційної колегії часопису Rocznik Psychiatryczny. Цей знімок відрізнявся від знімка, опублікованого в статті Луневського — він був знятий з іншої точки.
З нез'ясованих досі причин третій варіант фотографії з часом став ілюстрацією злочину — нібито вбивства вояками УПА польських дітей у 1943 році. На ньому повішені діти Долінської показані з іншого кута зору, а відрізняться від двох інших версій фотографії ще тим, що надрукований віддзеркаленим. На ньому видно чіткі, уривчасті штрихи, в яких деякі коментатори розпізнали колючий дріт — насправді то були подряпини негатива чи сліди згинів готової фотографії.
Найраніша публікація знімка у такій інтерпретації — № 3 вроцлавського журналу Na Rubieży («На рубежі») 1993 року, у якому він супроводжувався підписом: «Польські діти, замучені й вбиті загоном Української Повстанської Армії в околиці села Козова, у Тарнопольському воєводстві, восени 1943 року (із зібрання Станіслава Кшаклєвського)». Два роки по тому знімок з'явився у праці Єжи Венгерського — з підписом: «Замучені загоном СС-Галичина польські діти у районі Козови (Бережаньський повіт) (зі зібрання В. Залоговича)».

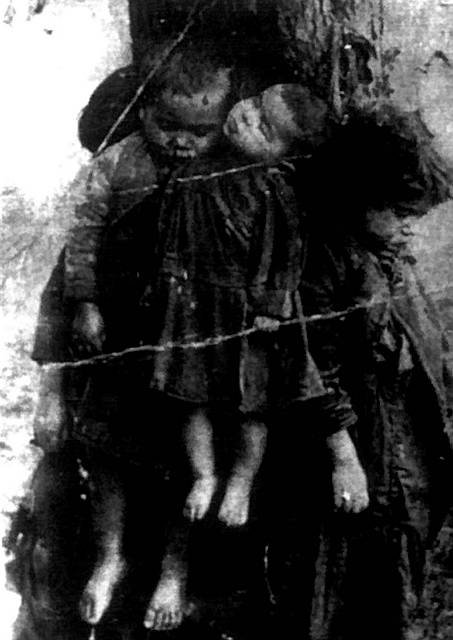
Третя версія — з книжок Кормана. Фотографія віддзеркалена стосовно перших двох, видно штрихи, які приймали за колючий дріт

Александер Корман у творі «Ставлення УПА до поляків на південно-східних землях Польської республіки» (пол. Stosunek UPA do Polaków na ziemiach południowo-wschodnich II Rzeczypospolitej), виданому у Вроцлаві в 2002, описав заявлене походження знімка докладніше. За його словами, знімок походить з села Козова (або Лозова) Тарнопольського повіту й датований груднем 1943 чи 1944 року. Звідти група вцілілих після різні поляків мала доставити його на точку зустрічі 14 полку Армії Крайової у передмістях Львова, з якої, у свою чергу, він нібито потрапив до Владислава Залоговича (Корман послався на його донесення), який багато років по тому передав його Станіславу Кшаклєвському, а той — Корману. Останній писав у своїй роботі, що українські націоналісти робили багато таких «віночків» з прибитих до дерев польських дітей, а алеї з цих дерев звали «шляхом до самостійної України». У творі Кормана вказане прізвище командувача загону УПА, відповідального за заявлене вбивство дітей. Наступного року Корман видав альбом «Геноцид УПА польського народу — фотодокументи» (Ludobójstwo UPA na ludności polskiej — dokumentacja fotograficzna), у якому вбивство дітей Долинської з'являється двічі — з неправдивим описом.
У книжці «Бійня, яку скоїли українські націоналісти» (Ludobójstwo dokonane przez nacjonalistów ukraińskich) Генрика Команського і Щепана Сєкєрки, виданій у Вроцлаві 2004 року, поміщена інформація, що знімок походить із зібрання Станіслава Кшаклєвського і його виконав німецький фотограф у селі Козівка Бережанського повіту у листопаді 1943.

## Пам'ятник жертвам ОУН-УПА
Окрім книжок і альбомів, злочин Долінської був використаний пропагандою в інших формах. У липні 2003, з нагоди 60-річчя Волинської трагедії, у Перемишлі на військовому цвинтарі був відкритий меморіал пам'яті польським жертвам УПА, що містив кам'яний рельєф у вигляді зв'язаних дротом дітей, що висіли у тому самому положенні, що й діти М. Долінської. Дріт розташований у тих самих місцях, що й штрихи на третій версії знімка. На початку жовтня 2008 року рельєф прибрано з пам'ятника.

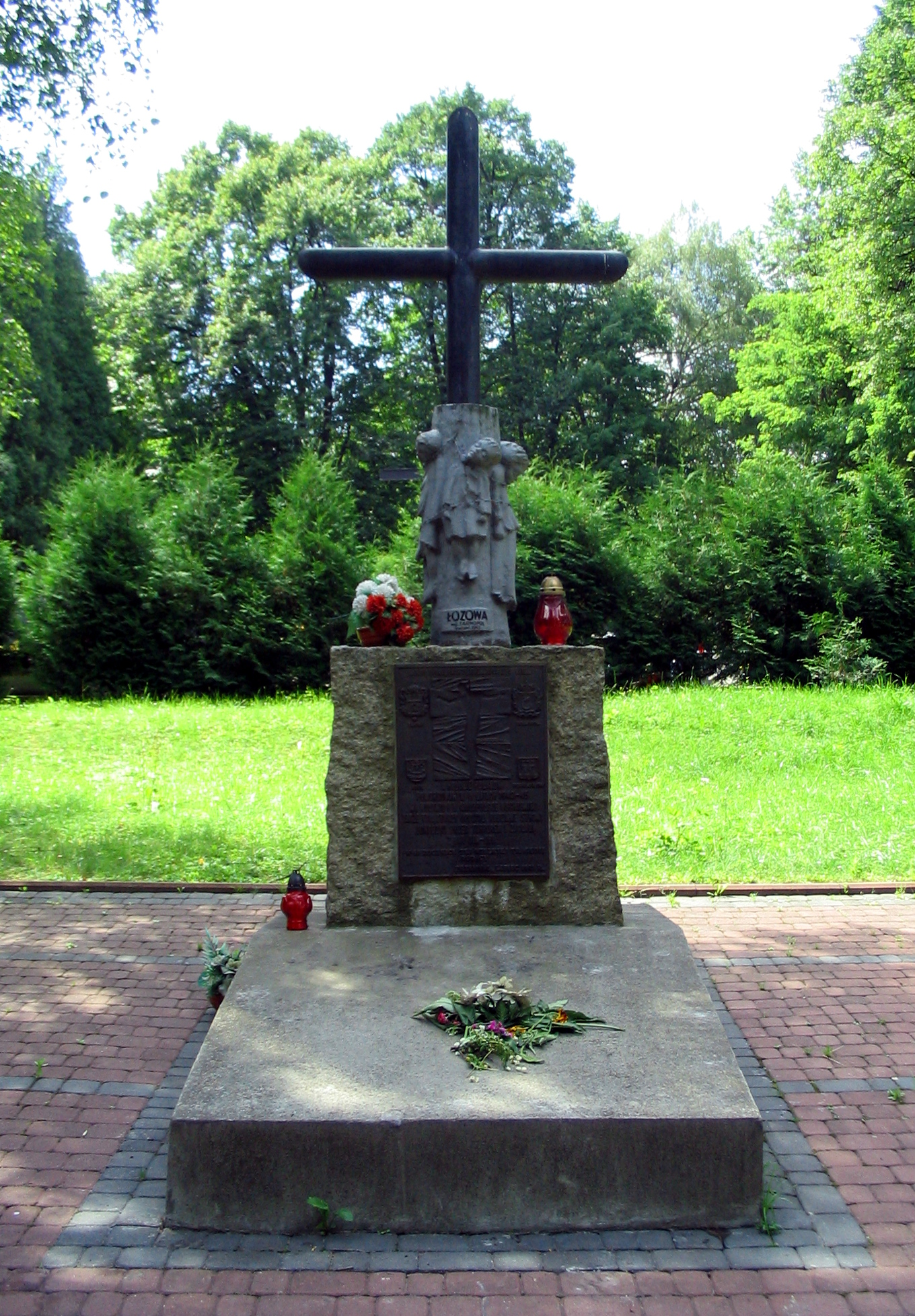
Пам'ятник жертвам УПА у Перемишлі до демонтажу суперечливого рельєфу

У 2007 року гарячі суперечки викликав проект пам'ятника жертвам ОУН-УПА професора Маріана Конечного (відомого також пам'ятниками В. І. Леніну в Новій Гуті й Івану-Павлу II у Ліхені-Старому) у Варшаві. Первісний розглянутий проект являв собою 5-метрове розкидисте дерево, з прибитими до нього дітьми. Унаслідок листа-протесту інтелігенції первісний проект був відхилений, а затверджений варіант вирішено поставити біля Ґжибовської площі.
У 2008 році на вулицях Варшави були вивішені плакати з нагоди 65 річниці волинської трагедії, на яких поміщено всі три версії знімків убитих дітей Долінської — з підписом з книжки Кормана.